# Pyschkiwzi
Pyschkiwzi (ukrainisch Пишківці; russisch Пышковцы Pyschkowzy, polnisch Pyszkowce) ist ein Dorf in der ukrainischen Oblast Ternopil mit 1225 Einwohnern (2023).

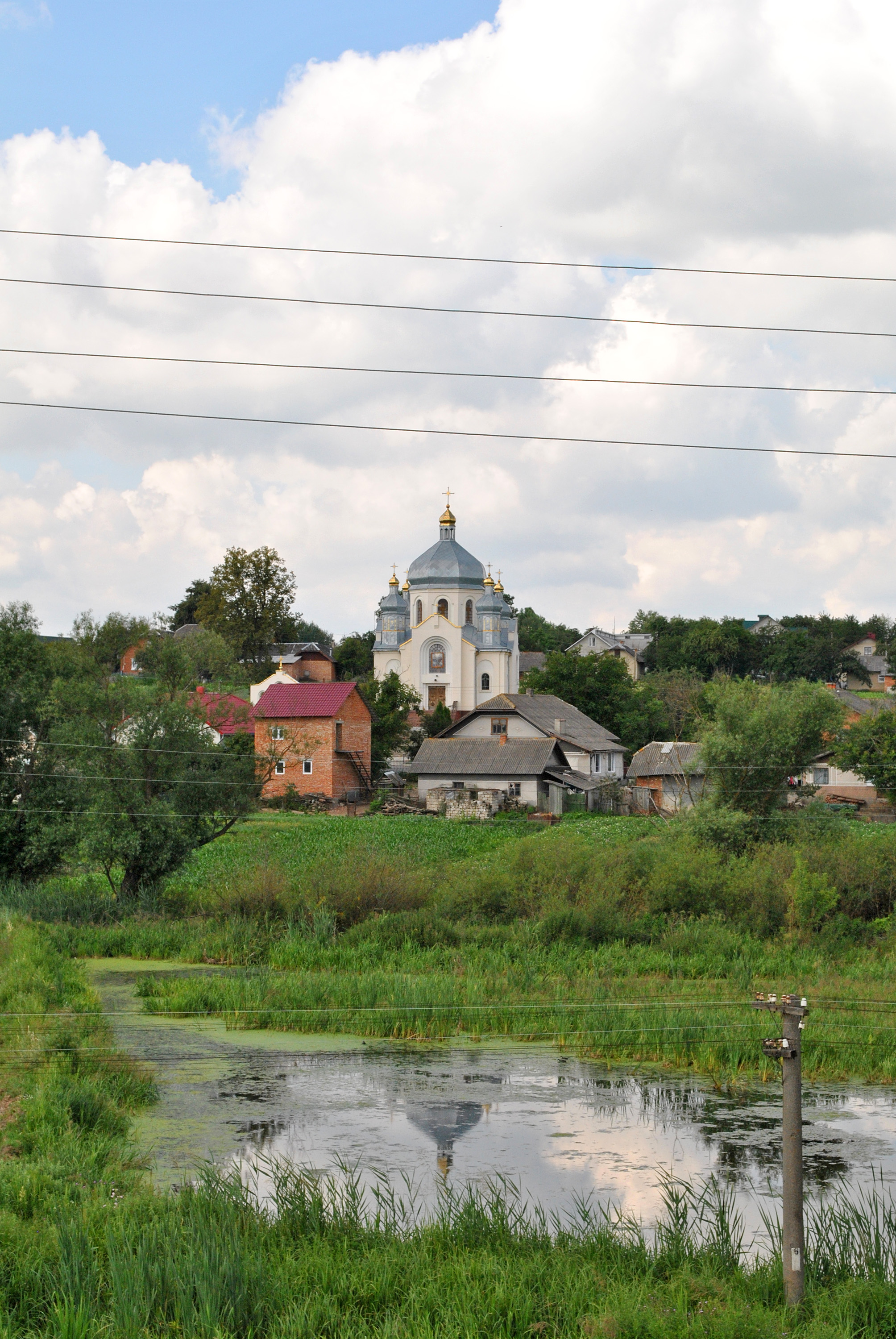
Blick über den Wilchowez auf Pyschkiwzi

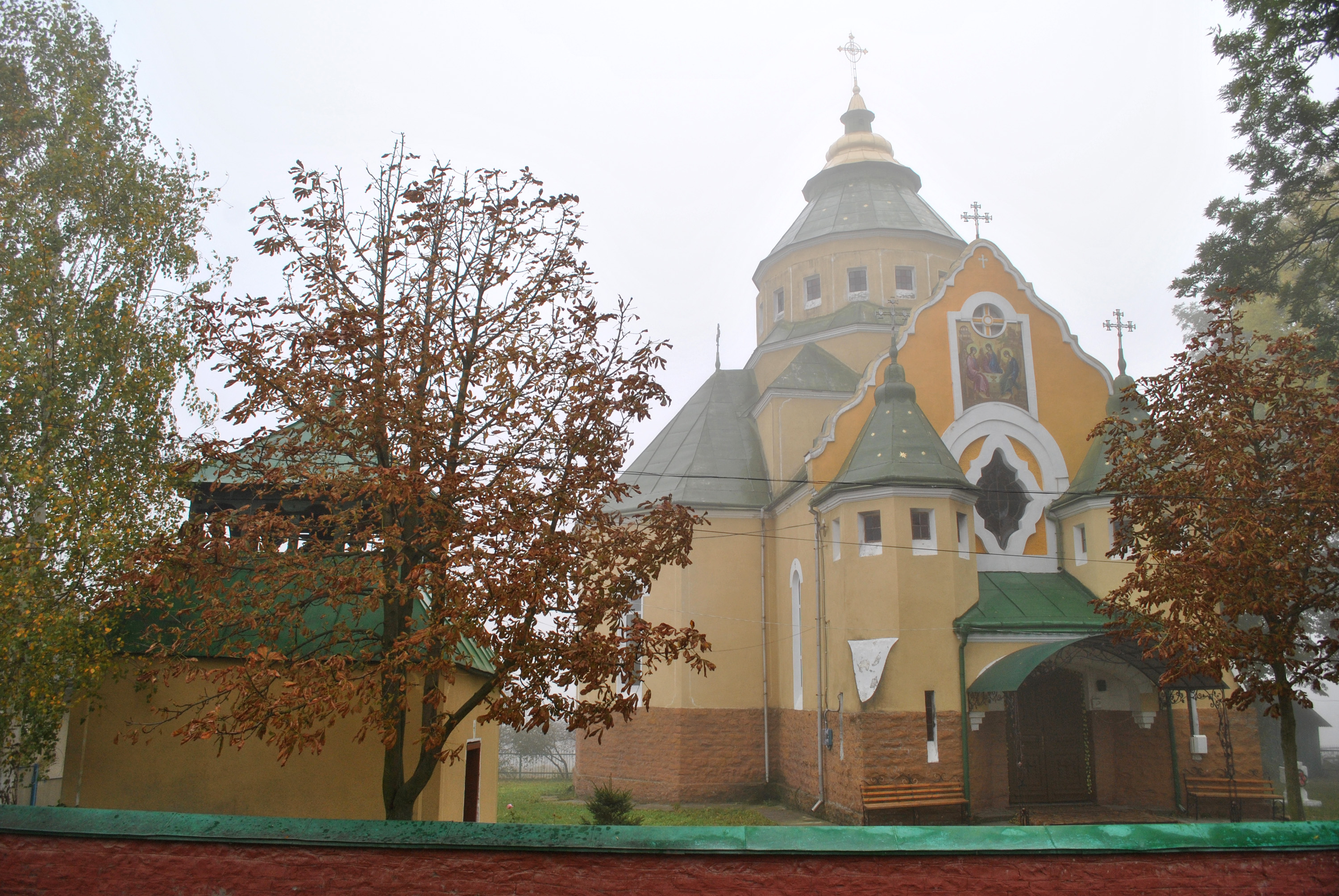
Dreifaltigkeitskirche mit Glockenturm

Im Dorf steht die 1928 im byzantinischen Stil errichtete, denkmalgeschützte Kirche der Heiligen Dreifaltigkeit. Sie wurde als Kirchengebäude der Ukrainischen griechisch-katholischen Kirche erbaut, diente von 1950 bis 1988 als Museumsgebäude eines Regionalmuseums und gehört heute zur Orthodoxen Kirche der Ukraine.

## Geographische Lage
Die Ortschaft liegt auf der Podolischen Platte am Ufer der Wilchowez (Вільховець), einem 38 km langen, linken Nebenfluss der Strypa, 3 km nördlich vom Gemeindezentrum Trybuchiwzi, 3 km östlich vom ehemaligen Rajonzentrum Butschatsch und etwa 70 km südlich vom Oblastzentrum Ternopil. Zum Dorf gehört noch der Weiler Werchowyna (Верховина ⊙), der auf Feldern in 6 km Entfernung liegt.
Im Süden vom Dorf trifft die Territorialstraße T–20–16 auf die T–20–01. Pyschkiwzi besitzt einen Güterbahnhof an der Bahnstrecke Butschatsch–Jarmolynzi.

## Geschichte
Das am 2. Januar 1457 erstmals schriftlich erwähnte Dorf gehörte zwischen 1772 und 1918 zum Kronland Königreich Galizien und Lodomerien (Bezirk Buczacz) der Habsburgermonarchie. In den Jahren 1800 bis 1802 wurde eine Eisenbahnstrecke durch das Dorf gebaut, die die Städte Tschortkiw und Stanislaw verband. Während des Zweiten Weltkriegs wurde der Streckenabschnitt nach Stanislaw zerstört, sodass die Strecke heute nur noch bis Butschatsch führt.
Am Ende des Ersten Weltkriegs war das Dorf nach dem Zusammenbruch der Habsburgermonarchie kurzzeitig Teil der Westukrainischen Volksrepublik. Im Polnisch-Ukrainischen Krieg wurde es vom polnischen Heer besetzt und kam zur Woiwodschaft Tarnopol der Zweiten Polnischen Republik. Im September 1939 besetzte die Sowjetunion das Dorf, bis es im Sommer 1941 von Deutschland okkupiert und dem Distrikt Galizien des Generalgouvernements angeschlossen wurde. Nach dem Deutsch-Sowjetischen Krieg wurde das Dorf Teil der Ukrainischen SSR innerhalb der Sowjetunion. Nach deren Zerfall 1991 wurde das Dorf Bestandteil der unabhängigen Ukraine. Seit dem 20. September 2016 gehört Pyschkiwzi administrativ zur neugegründeten Landgemeinde Trybuchiwzi (Трибухівська сільська громада Trybuchiwska silska hromada) im Osten des Rajon Butschatsch, bis dahin war sie Teil der Landratsgemeinde Pyschkiwzi (Пишківська сільська рада/Pyschkiwska silska rada) im Rajon Butschatsch.
Seit dem 17. Juli 2020 ist sie ein Teil des Rajons Tschortkiw.